# Klappen

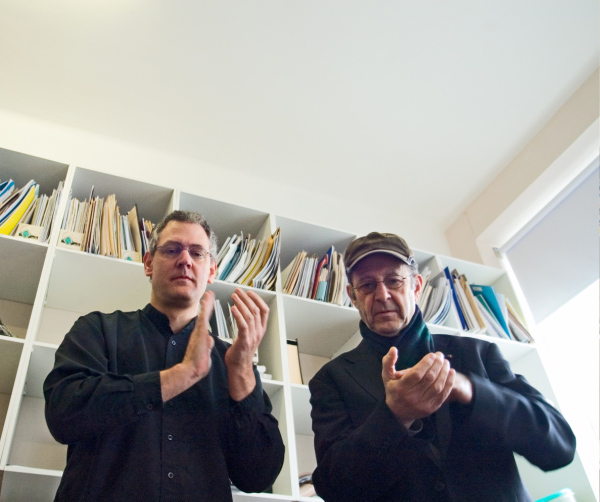
Klappende mannen

Klappen is geluid maken door beide handen met kracht tegen elkaar te slaan, doorgaans met een communicatief oogmerk.
De bekendste vorm van klappen is het applaus: een manier om waardering te tonen voor een prestatie. Klappen wordt daarnaast veel gebruikt in muziek, als ritmische ondersteuning.

## Applaus
Klappen of applaudisseren als blijk van waardering heeft een lange geschiedenis in onze cultuur. Het gaat waarschijnlijk terug tot de Romeinen en wordt ook in de Bijbel verscheidene malen genoemd. In de loop van de tijd is het applaus een van de belangrijkste vormen geworden om waardering voor met name podiumvoorstellingen en spreekbeurten te tonen. Per cultuuruiting en zelfs per muzieksoort zijn er verschillende conventies ontwikkeld. Zo is het bij klassieke concerten ongebruikelijk gedurende het optreden te klappen, terwijl dit bij jazz juist gewoon is.

## Ritme
In een aantal muziekgenres komen we klappen als wezenlijk ritmisch element tegen. In de moderne westerse muziek vinden we het onder meer in de folkmuziek uit de jaren 60. Onder anderen Richie Havens, Bob Dylan en Phil Ochs gebruiken het klappen om de standpunten in hun protestliederen extra kracht bij te zetten. In gospelmuziek wordt het gebruikt om het lied krachtiger te maken.
Bij de Javaanse gamelanmuziek dient het klappen als ritme-instrument, aangeduid als 'keplok'. Klappen als ritmische ondersteuning vinden we eveneens bij de flamencomuziek.
Buiten deze muziekvormen waarin klappen een specifieke rol speelt, komt het in veel andere muzieksoorten voor. Bekende nummers uit de popmuziek zijn I want to hold your hand van The Beatles Barbara Ann van The Beach Boys, We will rock you van Queen en Clap your hands and stamp your feet van Bonnie St. Claire. Rapper 50 Cent bracht het nummer In da Club uit, waarvan de beat werd begeleid door geklap. Een voorbeeld uit de minimalistische muziek is Steve Reich' nummer Clapping Music, waarin diverse ingewikkelde ritmes met de handen worden geklapt.
De handclap is een vast onderdeel van drumcomputers.

## Aandacht trekken
Soms klapt men in de handen om de aandacht te trekken, zoals in een gezelschap waar iemand het het woord wil voeren en in zijn handen klapt om stilte te krijgen. In sommige culturen klapt een restaurantbezoeker om de ober te roepen (wat in andere culturen niet als fatsoenlijk geldt). In sommige Zuid-Europese en Latijns-Amerikaanse landen gebruikt men niet een deurbel om de aandacht van de bewoner te krijgen maar klapt men in de handen.